# Nang Tani

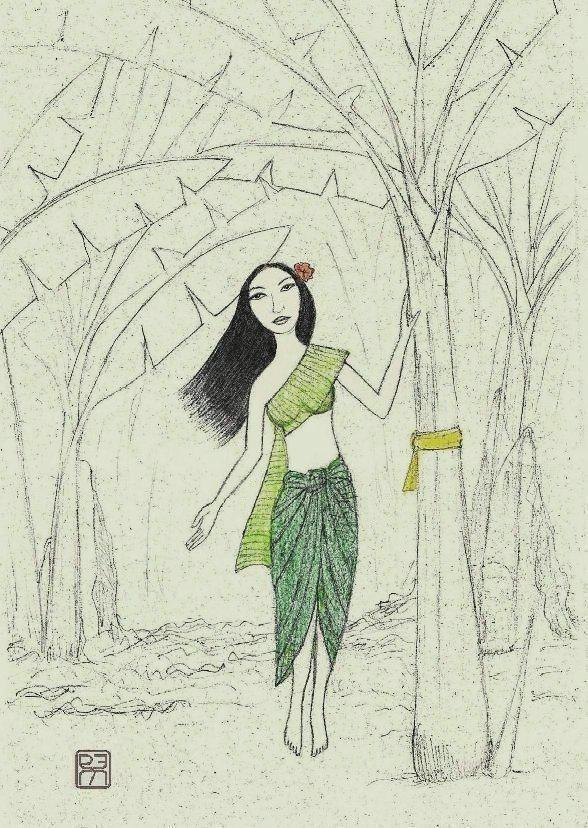
Nang Tani, żeńska zjawa z mitologii południowej Azji

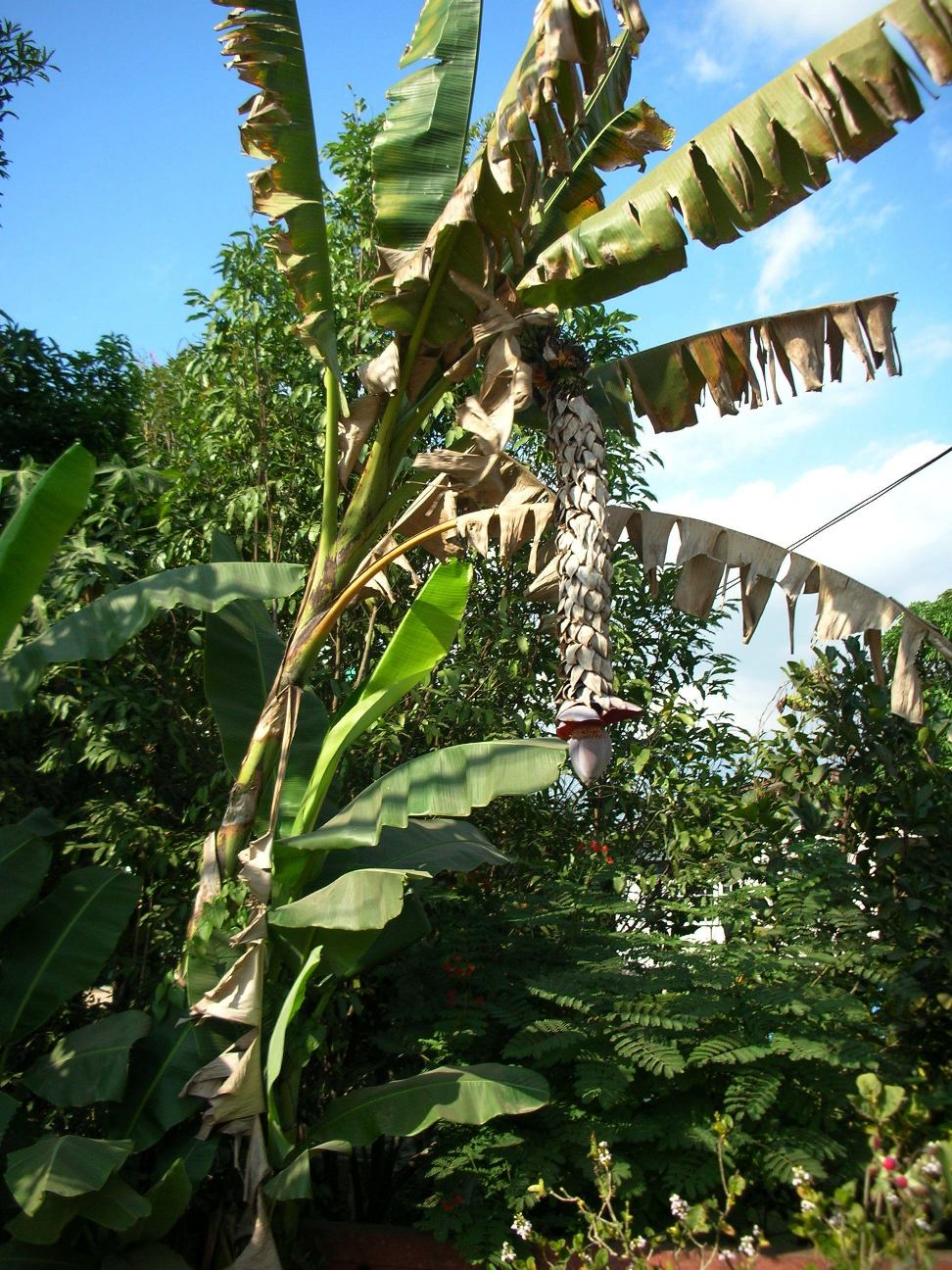
Dzika odmiana bananowca nazywana Kluai Tani (กล้วยตานี)

Nang Tani (นางตานี), także Nang Phrai Tani (นางพราย), Nang Fa Tani (นางฟ้าตานี), Phi Tani (ผีตานี), Mae Phrai Tani (แม่พรายตานี) lub po prostu Tani (ตานี) – żeński duch z folkloru tajskiego. Zgodnie z tradycja ludową duch ten pojawia się w postaci młodej kobiety nawiedzający dzikie bananowce (Musa balbisiana), nazywanej też w języku tajskim Kluai Tani (กล้วยตานี). 
Nang Tani należy do rodzaju duchów żeńskich lub wróżek związanych z drzewami nazywanych przez tradycję tajską Nang Mai (นางไม้.

## Legendy
Duch zamieszkuje kępy dzikich bananowców. Popularnie przedstawia się tę zjawę jako piękną młodą kobietę ubraną w zielony tradycyjny ubiór tajski. Przez większość czasu Phi Tani pozostaje w ukryciu, wychodząc z drzewa i stając się widzialną zwłaszcza w czasie pełni księżyca. Ma zielonkawą karnację, harmonizującą z drzewem. Generalnie pojawia się w pozycji stojącej, nie dotykając stopami podłoża, unosząc się nad nim. W niektórych współczesnych przedstawieniach dolna część jej  ciała ukazana jest niematerialnie, noszone na talii ubranie kończy się rodzajem mgiełki wyłaniającej się z pnia drzewa. Nang Tani ma ogólnie przyjazne usposobienie, może dawać jedzenie przechodzącym mnichom buddyjskim.
Wycięcie drzew z kępy zamieszkiwanej przez Tani uchodzi za złą wróżbę. Ofiarowuje się jej słodycze, kadzidło i kwiaty. Często ludzie także wiążą kawałki satynowych kolorowych ubrań do drzewa, które wedle nich zamieszkuje. Bananowce zwane Kluai Tani nie należą do odmian uprawnych. Z powodu ich związku z duchem ludzie wolą, by nie rosły w pobliżu ich domostw, nie spotyka się ich we wsiach. Jednakże kępy drzew spotyka się niedaleko od obszarów zamieszkałych przez człowieka, często na krańcach wsi lub na brzegach pól uprawnych po bokach dróg. Wyglądają jak przeciętny bananowiec, tylko owoce są niejadalne. Za to liście wykorzystywane są często w Tajlandii do owijania produkowanych miejscowo słodyczy, zaś kwiatostany służą w medycynie ludowej do kuracji wrzodów.
Tradycja ustna Tajów podaje, że zjawa może skrzywdzić mężczyzn, zwłaszcza tych, którzy wzięli sobie niewłaściwe kobiety, choć najczęściej uznaje się ją za łaskawą. Popularne są amulety przedstawiające Nang Tani, mają różnorodne kształty i rozmiary. Niektórzy ludzie wiążą kawałki kolorowego jedwabiu wokół pni uważanych za nawiedzane bananowców.

## Współczesne adaptacje
Nang Tanito popularna zjawa ludowa, przedstawiana w niektórych filmach tajskich, jak Nang Phrai Thani (นางพรายตานี), film z 1967 uznawany za klasykę, Nang Thani (นางตานี), Thani Thi Rak (ตานีที่รัก), Monrak Nang Prai vs. Nang Tani (มนต์รักนางพราย ปะทะ นางตานี) i pochodzący z 2000 film Phrai Thani (พรายตานี) to mniej ważne dzieła, w których główną rolę gra bananowy duch. Odgrywa on rolę także w innych filmach, jak horror Nang Phrai Khanong Rak (นางพรายคะนองรัก) i innych.
Zjawa jest uwielbiana w tajskiej kulturze popularnej. Jej przedstawienia i historie z jej udziałem, niekiedy śmieszne, są częste w komisie tajskim i książkach.